# Gschwend (Badenia-Wirtembergia)
Gschwend – miejscowość i gmina w Niemczech, w kraju związkowym Badenia-Wirtembergia, w rejencji Stuttgart, w regionie Ostwürttemberg, w powiecie Ostalb. Leży ok. 30 km na północny zachód od Aalen, przy drodze krajowej B298, na terenie Lasu Szwabsko-Frankońskiego.